# Дългоухи прилепи
Дългоухите прилепи (Plecotus) са род дребни бозайници от семейство Гладконоси прилепи (Vespertilionidae). Разпространени са в умерените и субтропични области на Евразия и Северна Африка. Ушите им са много големи, по-дълги от главата, а ноздрите са отворени нагоре.

## Видове
- Plecotus alpinus
- Plecotus auritus – Кафяв дългоух прилеп
- Plecotus austriacus – Сив дългоух прилеп
- Plecotus balensis
- Plecotus kolombatovici
- Plecotus taivanus
- Plecotus strelkovi
- Plecotus teneriffae